# Werner Spalteholz

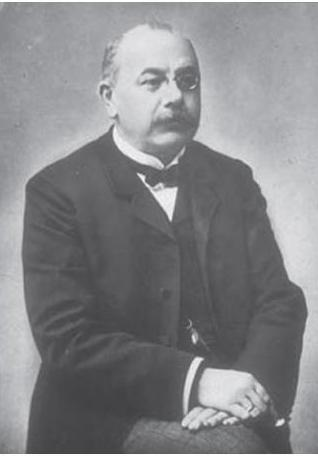
Werner Spalteholz.

Werner Spalteholz, född 27 februari 1861 i Dresden, död 12 januari 1940 i Leipzig, var en tysk anatom. 
Spalteholz blev 1886 medicine doktor i Leipzig, 1891 privatdocent och 1892 e.o. professor i anatomi där. Han utgav bland annat en mycket använd Handatlas der Anatomie des Menschen (tre band, 1895; sjunde upplagan 1914).